# Lage
För andra betydelser, se Lage (olika betydelser).
Mansnamnet Lage är ett gammalt danskt namn som syftar på lag i betydelsen sällskap eller följe. Betydelsen kan vara lagkamrat e.dyl. Alternativt syftar namnet på lag i betydelsen lagstiftning, och namnet skulle då kunna betyda ungefär lagklok. En yngre dansk form är Lave.
Namnet är ovanligt i Sverige.
31 december 2005 fanns det totalt 2353 personer i Sverige med namnet, varav 753 med det som tilltalsnamn.
År 2003 fick 12 pojkar namnet, varav 3 fick det som tilltalsnamn.
År 2010 fick 28 pojkar namnet, varav 19 fick det som tilltalsnamn. 
Namnsdag: 27 februari.

## Personer med namnet Lage
- Lage Andréasson, fackföreningsledare
- Lage Larsson, meteorolog
- Lage Lindell, konstnär
- Jöns Lage Posse, riksråd och riddare
- Lage Rahm, jurist och politiker (mp)
- Lage Svedberg, politiker (s)
- Lage Tedenby, hinderlöpare
- Lage Thunberg, general
- Lage Wernstedt, general

## Fiktiva personer med namnet Lage
- Lage Aschberg, tandläkare i boken Sunes hjärnsläpp

## Personer med efternamnet
- Carlos Lage Dávila, kubansk politiker
- Klaus Lage (född 1950), tysk musiker